# أليسون هاثورن ديمنغ
أليسون هاثورن ديمنغ (بالإنجليزية: Alison Hawthorne Deming)‏ هي كاتِبة وشاعرة أمريكية، ولدت في 1946.